# سیارک ۲۳۱۵۳
سیارک ۲۳۱۵۳ (به انگلیسی: 23153 Andrewnowell، نامگذاری:2000CH46) بیست و سه هزار و صد و پنجاه و سومین سیارک کشف شده‌است که در ۲ فوریه ۲۰۰۰ کشف شد.
قدر مطلق سیارک برابر ۱۹.۵ است.